# Fear the Voices
Fear the Voices – singel promocyjny amerykańskiego zespołu muzycznego Alice in Chains, opublikowany w 1999. Utwór został zarejestrowany w 1992 w trakcie trwania sesji nagraniowej do albumu Dirt (1992), lecz ostatecznie się na nim nie znalazł. Siedem lat później został wydany w formacie singla promocyjnego, zapowiadającego kompilacyjny box set retrospekcyjny Music Bank (1999). Autorem tekstu jest Layne Staley, muzykę skomponowali Jerry Cantrell i Mike Starr. Czas trwania wynosi 4 minuty i 58 sekund.
Utwór, którego rzeczywistym kompozytorem jest Starr, powstał pod koniec 1991 i był nagrany na demie, jakie muzycy przygotowali na potrzeby ścieżki dźwiękowej do filmu Samotnicy (1992). Niezadowolenie Starra z partii wokalu Staleya oraz otwarta niechęć pozostałych muzyków do piosenki spowodowała, że nie znalazła się ona na Dirt. Wydana siedem lat później odniosła umiarkowany sukces w radiu, plasując się na 11. pozycji listy Mainstream Rock Tracks, opracowywanej przez „Billboard”.

## Historia nagrywania
„Fear the Voices” autorstwa Mike’a Starra oraz Jerry’ego Cantrella (udział w komponowaniu drugiego z muzyków jest kwestionowany), pochodzi z albumu demo, jakie zespół zarejestrował w trakcie trwającej od dwóch do trzech tygodni sesji nagraniowej na potrzeby ścieżki dźwiękowej do filmu Samotnicy (1992, reż. Cameron Crowe). Odbyła się ona pod kierownictwem Ricka Parashara pod koniec 1991 w London Bridge Studio w Seattle w stanie Waszyngton.
W trakcie prac nad albumem studyjnym Dirt w 1992, powrócono do utworu. 10 czerwca rozpoczęto proces jego nagrywania. Dwa dni później wykonano edycję i overdubbing partii gitary basowej, z kolei 16 czerwca kontynuowano dogrywanie basu i gitary elektrycznej. 7 lipca ponownie odbyło się nagrywanie partii gitary, a dwa dni później Layne Staley zarejestrował swe wokale. Starr, prócz „Fear the Voices”, przygotował przed startem sesji jeszcze jeden utwór, o niezidentyfikowanym tytule. „Poświęciłem tym dwóm piosenkom więcej czasu, szczególnie jednej, niż jakiejkolwiek innej na całej płycie. Po prostu nie były one dobre. Próbowałem sprawić, aby zadziałały dla Mike’a, ale po prostu nie dałem rady. A Jerry i Layne mieli już tego wszystkiego dość” – wspominał pełniący funkcję producenta Dave Jerden.
Pozostali członkowie zespołu z dystansem odnosili się do utworu; razem z Jerdenem określali go mianem „Mike’s Dead Mouse”, ponieważ – w ocenie producenta – „to było tak, jakby dziecko przyniosło do szkoły martwą mysz, pokazywało ją wszystkim, głaskało, a ona była cała brudna i tak dalej, i nikt już nie chciał widzieć jej na oczy”. Według inżyniera dźwięku Bryana Carlstroma, Cantrell i Sean Kinney szczególnie nie lubili tej piosenki i przekonywali, że nie pasuje do klimatu płyty. Staley był jedynym członkiem zespołu, który wspierał Starra, nalegającego, by utwór trafił na album.
Punktem decydującym o odrzuceniu „Fear the Voices” była krytyka wokali przez Starra. Basista nalegał, by Staley ponownie przyszedł do studia i zarejestrował swoje partie, lecz muzyk kategorycznie odmówił. Zdaniem Jerdena napięcia związane z nagrywaniem utworu były również jednym z głównych powodów, dla których Starr odszedł z zespołu. Jak wspominał:

„Napisałem piosenkę zatytułowaną «Fear the Voices». Nagraliśmy ją, ale nie pozwolili zamieścić jej na albumie, ponieważ Jerry nie miał nic wspólnego z pisaniem muzyki. Ale umieścili ją później na box secie [Music Bank], zyskała pewne uznanie i była grana w radiu”.

W notatce dołączonej do box setu Music Bank Cantrell wypowiedział się na temat kompozycji: „Jest to kolejna fajna piosenka z albumu demo, jaki przygotowaliśmy na potrzeby filmu Samotnicy. Kiedy teraz o tym myślę, dochodzę do wniosku, że był to całkiem fajny materiał. W tamtym czasie przygotowaliśmy «Would?» na potrzeby filmu oraz nagrywaliśmy minialbum Sap [1992]. Przymierzaliśmy się też powoli do prac nad albumem Dirt. Sama melodia do utworu była dobra, ale podczas sesji nie przeszła dalej. Odrzuciliśmy ją”.

## Analiza

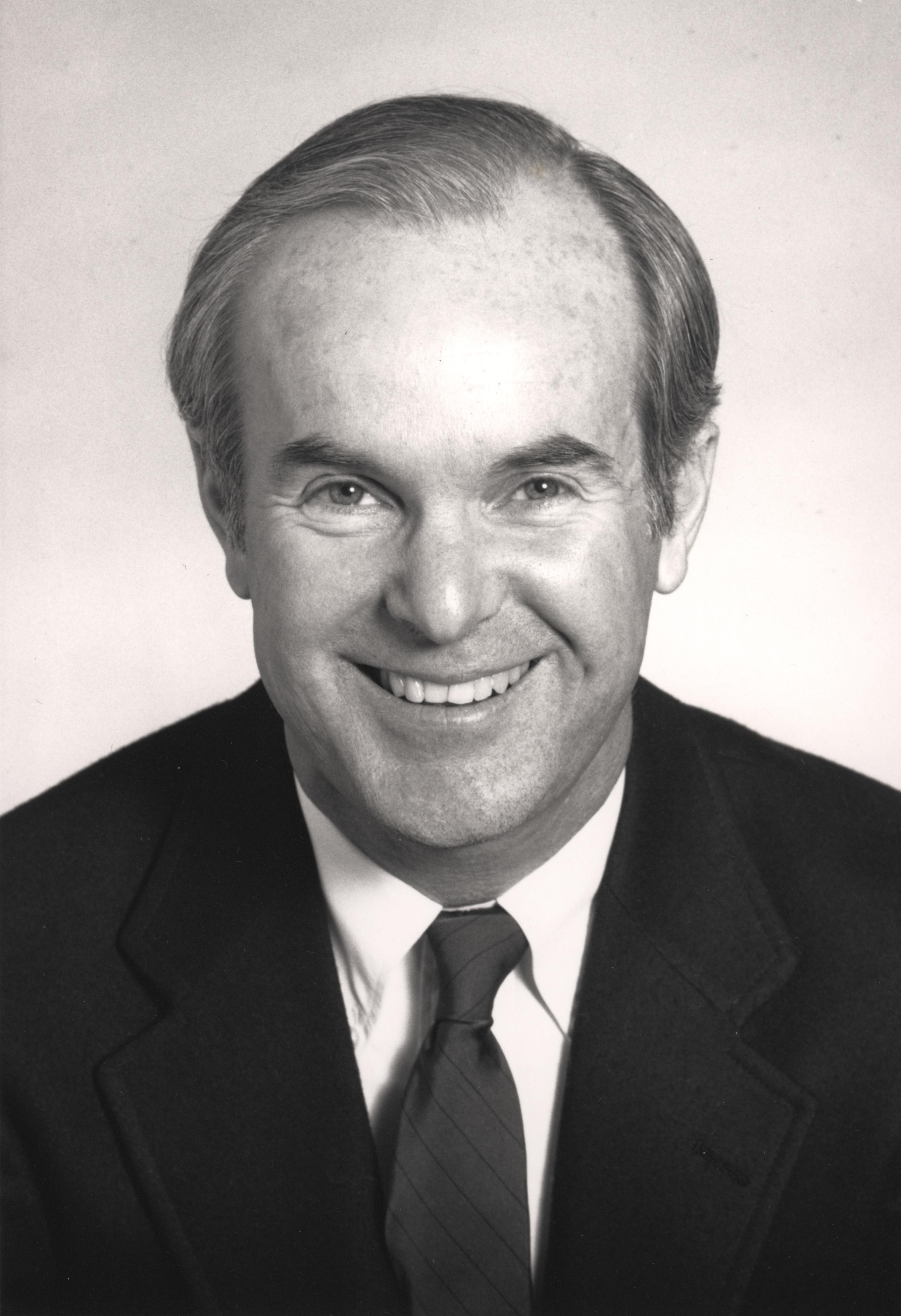
Tekst utworu nawiązuje do ustawy podpisanej przez Bootha Gardnera

Tekst napisany przez Staleya ma charakter anty-cenzuralny i nawiązuje do podpisanej 20 marca 1992 przez gubernatora stanu Waszyngton Bootha Gardnera ustawy nakładającej karę więzienia dla każdego, kto dopuści się sprzedaży – lub też kupna – albumu nieletniemu słuchaczowi, którego treść bądź okładkę sąd uzna za zbyt „erotyczną”. Przed podpisaniem ustawy, stacja MTV opublikowała numer biura gubernatora Gardnera. Według Dana Weissa z magazynu internetowego Stereogum tekst nie pasował do klimatu panującego na Dirt (1992).
Weiss przyznał, że partie gitarowe Cantrella, nawiązujące do stylu funk metalowego, brzmią, „jakby to były prawdziwe rogi”. W jego ocenie utwór jest „zbyt zabawny jak na tradycyjne wydanie Alice”, pełen „zjeżdżalni i drabin, jak jazzowy wstęp”, a Staley próbuje fałszywego falsetu w stylu Ohio Players. W swym podsumowaniu stwierdził, że „ten łatwy do nucenia utwór […] należy do konkursu best of gdzieś pomiędzy «Would?» i «No Excuses»”. Jordan Babula na łamach „Teraz Rocka” określił kompozycję mianem „ekscytującej” i „solidnej”.

## Wydanie
„Fear the Voices” został premierowo opublikowany, siedem lat po nagraniu, jako singel promocyjny na nośniku CD (nr kat. CSK 43740) w 1999 przez wytwórnię Columbia. Był on zapowiedzią dla retrospekcyjnego box setu kompilacyjnego Music Bank (1999). Trafił na niego razem z innym odrzutem ze ścieżki dźwiękowej do Samotników (1992) oraz Dirt (1992) – „Lying Season”. Przy okazji premiery wspomnianego wydawnictwa Starr zwrócił się z prośbą do Johna Brandona – dziennikarza lokalnej stacji telewizyjnej – o pomoc w realizacji teledysku, na który miały złożyć się materiały z jego prywatnej kolekcji dwudziestu pięciu kaset wideo z czasów, kiedy był członkiem zespołu. Wideoklip przesłano do przedstawicieli Columbia, muzyków Alice in Chains, a także managementu, jednak nigdy nie ujrzał światła dziennego.

## Odbiór

### Krytyczny i komercyjny
30 października 1999 utwór zadebiutował na 27. lokacie w notowaniu Mainstream Rock Tracks, opracowywanego i publikowanego przez „Billboard”. 20 listopada uplasował się na 11. pozycji wspomnianej listy. Łącznie był notowany przez czternaście tygodni.
Nigdy nie został wykonany na żywo przez zespół.

## Lista utworów na singlu
singel CD (CSK 43740):
| Nr | Tytuł utworu      | Autorzy                                    | Długość |
| -- | ----------------- | ------------------------------------------ | ------- |
| 1. | „Fear the Voices” | Layne Staley • Jerry Cantrell • Mike Starr | 4:58    |

## Personel
Opracowano na podstawie materiału źródłowego:
|  | Alice in Chains - Layne Staley – śpiew - Jerry Cantrell – gitara rytmiczna, gitara prowadząca, wokal wspierający - Mike Starr – gitara basowa - Sean Kinney – perkusja | Produkcja - Produkcja muzyczna: Dave Jerden, Alice in Chains - Inżynier dźwięku: Bryan Carlstrom - Miksowanie: Dave Jerden w Eldorado Recording Studios, Los Angeles - Mastering: Stephen Marcussen w A&M Mastering Studios, Hollywood |

## Notowania
| Lista (1999)                               | Pozycja |
| ------------------------------------------ | ------- |
| Mainstream Rock Tracks (Stany Zjednoczone) | 11      |